# Giovanni Musachi
Giovanni Musachi (... – 1515 o dopo) è stato un nobile albanese della famiglia Musachi, che storicamente regnò nella regione di Musacchia, in Albania. Nel 1510 scrisse la "Breve memoria de li discendenti de nostra casa Musachi". L'opera fu pubblicata in Chroniques gréco-romaines di Karl Hopf.
Secondo le sue memorie, il padre di Giovanni morì prima che gli ottomani conquistassero Berat nel 1417.

## Le memorie di Giovanni Musachi (1515)
Il libro delle sue memorie è considerato il più antico testo considerevole scritto da un albanese. Originariamente fu scritto in latino e il suo nome era indicato come Giovanni Musachi. In esso cita diversi fatti interessanti che sono stati confermati e accurati dallo storico Noel Malcolm. Nell'opera afferma tra l'altro che, secondo la storia della famiglia, il nome "Musachi" derivi da una forma corrotta del nome "Molossachi", antichi membri delle tribù dell'Epiro conosciuti come i Molossi.

## Nome
Il suo nome è citato nelle fonti in diverse versioni, come Giovanni, Ivan, e Jovan.